# Gianni Meersman
Gianni Meersman (Tielt, 5 dicembre 1985) è un dirigente sportivo ed ex ciclista su strada belga, professionista dal 2007 al 2016 e vincitore di due tappe alla Vuelta a España 2016.

## Carriera

### 2005-2007: gli esordi e il debutto dapro
Meersman si mise in luce già tra i dilettanti Under-23, aggiudicandosi nel 2005 il Tour de la Province de Namur e una tappa alla Ronde de l'Isard d'Ariège. Settimo nella prova in linea Under-23 dei campionati del mondo di Madrid, corse una seconda stagione nella categoria, prima di passare professionista nel 2007 con la Discovery Channel.
Nella sua prima stagione da professionista si aggiudicò la vittoria di una tappa al Tour de Georgia, grazie anche all'aiuto del compagno di squadra Janez Brajkovič, e una all'Österreich-Rundfahrt. Chiuse inoltre tra i primi dieci in corse a tappe belghe quali la Tre Giorni delle Fiandre Occidentali e il Giro del Belgio.

### 2008-2012: FDJ e Lotto
Al termine del 2007 la Discovery Channel cessò l'attività: per l'annata successiva Meersman firmò così per la francese Française des Jeux. Nella sua prima corsa stagionale, in febbraio nella prima tappa dell'Étoile de Bessèges, concluse secondo dietro a Jan Kuyckx; riuscì poi a classificarsi secondo nella graduatoria generale della corsa, battuto solo da Jurij Trofimov. In maggio ottenne la sesta posizione finale nella Quatre Jours de Dunkerque, oltre a due podi al Trophée des Grimpeurs e al Grand Prix de Plumelec-Morbihan. Dopo aver ottenuto in luglio il suo primo successo stagionale – vinse la quarta tappa del Tour de Wallonie – partecipò per la prima volta alla Vuelta a España, abbandonando durante la dodicesima tappa.
Con l'addio di Philippe Gilbert alla FDJ, il direttore sportivo Marc Madiot lo indicò come il principale sostituto del belga, ma la stagione di Meersman fu più complicata delle precedenti. In gennaio fu colpito dalla scomparsa del migliore amico Frederiek Nolf. Due mesi più tardi, dolori alla schiena e alla gamba sinistra lo costrinsero a interrompere la stagione. Operato in giugno, riprese a correre solo in agosto. Tuttavia, all'inizio della stagione 2010, fu di nuovo vittima degli stessi problemi e si fermò per altri due mesi.
Nel 2011, la sua ultima stagione tra le file della squadra francese, vinse una tappa e la classifica generale del Circuit des Ardennes, e partecipò per la prima volta al Tour de France. Per il 2012 tornò a correre in Belgio, nella Lotto-Belisol Team. Con questa formazione vinse una tappa alla Volta ao Algarve e una alla Parigi-Nizza, prima di debuttare al Giro d'Italia; fu poi anche secondo al Tour de Wallonie e terzo nella Clásica San Sebastián, nonché tre volte piazzato tra i primi cinque di tappa alla Vuelta a España.

### 2013-2016: Omega Pharma/Etixx e il ritiro
Nel 2013, dopo un solo anno con la Lotto, venne messo sotto contratto dall'Omega Pharma-Quickstep. In stagione vinse le prime due tappe della Volta a Catalunya e due frazioni al Tour de Romandie, piazzandosi poi a ripetizione anche al Critérium du Dauphiné (tre podi) e di nuovo alla Vuelta a España (quattro top 5 parziali), tutte gare World Tour. Nel 2014 aprì l'annata con il successo al Trofeo Platja de Muro a Maiorca, ma nei mesi seguenti ottenne pochi risultati di rilievo; tornò alla vittoria tra luglio e agosto facendo sue una tappa e la classifica finale del Tour de Wallonie, e due tappe al Tour de l'Ain.
Nel 2015 aprì la stagione con le vittorie alla Cadel Evans Great Ocean Road Race, in una tappa alla Volta ao Algarve e alla Handzame Classic; tornò al Giro d'Italia, ma dovette ritirarsi dopo poche tappe, e pure nella seconda parte di stagione non colse piazzamenti di rilievo. Nel 2016 fu brillante soprattutto nel finale di stagione: vestì infatti le maglie di leader sia al Tour de Wallonie che alla Vuelta a Burgos, e sempre in agosto si aggiudicò in volata due tappe alla Vuelta a España, cogliendo così i primi successi in un Grande Giro. Dopo aver già firmato con la Fortuneo-Vital Concept per il 2017, nel dicembre 2016 si vide costretto ad annunciare il ritiro dall'attività, dopo dieci anni da pro, per via di un'aritmia cardiaca.
Dopo il ritiro è diventato direttore sportivo per il team Continental belga Marlux-Napoleon Games, noto dal 2019 come Pauwels Sauzen-Bingoal.

## Palmarès
- 2004 (Beveren 2000)

Omloop van Henegouwen
Circuit de Wallonie
- 2005 (Beveren 2000)

1ª tappa Ronde de l'Isard d'Ariège (Saint-Girons > Aulus-les-Bains)
1ª tappa Tour de la Province de Namur (Temploux > Couvin)
4ª tappa Tour de la Province de Namur (Florennes > Florennes)
6ª tappa Tour de la Province de Namur (Chimay > Namur-Citadel)
Classifica generale Tour de la Province de Namur
- 2006 (Beveren 2000)

2ª tappa Tour de la Province de Namur (Bièvre > Vresse-sur-Semois)
- 2007 (Discovery Channel Pro Cycling Team, due vittorie)

3ª tappa Tour de Georgia (Rome > Chattanooga)
5ª tappa Österreich-Rundfahrt (Lienz > Wolfsberg)
- 2008 (La Française des Jeux, una vittoria)

4ª tappa Tour de Wallonie (Gouvy > Seraing)
- 2011 (FDJ, due vittorie)

2ª tappa Circuit des Ardennes (Givet > Vireux-Wallerand)
Classifica generale Circuit des Ardennes
- 2012 (Lotto-Belisol Team, due vittorie)

1ª tappa Volta ao Algarve (Loulé > Albufeira)
4ª tappa Parigi-Nizza (Brive-la-Gaillarde > Rodez)
- 2013 (Omega Pharma-Quickstep Cycling Team, cinque vittorie)

1ª tappa Volta a Catalunya (Calella > Calella)
2ª tappa Volta a Catalunya (Gerona > Banyoles)
1ª tappa Tour de Romandie (Saint-Maurice > Renens)
3ª tappa Tour de Romandie (Payerne > Payerne)
Prologo Tour de l'Ain (Trévoux > Trévoux, cronometro)
- 2014 (Omega Pharma-Quickstep Cycling Team, cinque vittorie)

Trofeo Platja de Muro
5ª tappa Tour de Wallonie (Malmedy > Ans)
Classifica generale Tour de Wallonie
Prologo Tour de l'Ain (Saint-Amour > Saint-Amour, cronometro)
2ª tappa Tour de l'Ain (Bourg-en-Bresse > Saint-Vulbas)
- 2015 (Etixx-Quick Step, tre vittorie)

Cadel Evans Great Ocean Road Race
1ª tappa Volta ao Algarve (Lagos > Albufeira)
Handzame Classic
- 2016 (Etixx-Quick Step, due vittorie)

2ª tappa Vuelta a España (Orense > Baiona)
5ª tappa Vuelta a España (Viveiro > Lugo)

### Altri successi
- 2006 (Beveren 2000)

Pittem-Sint-Godelieve
- 2007 (Discovery Channel Pro Cycling Team)

Heist op den Berg - Derny
- 2008 (La Française des Jeux)

Classifica giovani Étoile de Bessèges
- 2011 (FDJ)

Classifica a punti Circuit des Ardennes
GP Stad Kortrijk
- 2013 (Omega Pharma-Quickstep Cycling Team)

Classifica a punti Critérium du Dauphiné
- 2014 (Omega Pharma-Quickstep Cycling Team)

Classifica a punti Tour de Wallonie

## Piazzamenti

### Grandi Giri
- Giro d'Italia

2012: ritirato (7ª tappa)
2015: ritirato (4ª tappa)
- Tour de France

2011: 77º
- Vuelta a España

2008: ritirato (12ª tappa)
2010: 98º
2012: 57º
2013: 58º
2016: 111º

### Classiche monumento
- Milano-Sanremo

2008: ritirato
2011: 78º
- Liegi-Bastogne-Liegi

2010: ritirato
2011: ritirato
- Giro di Lombardia

2012: ritirato

### Competizioni mondiali
- Campionati del mondo

Zolder 2002 - In linea Juniores: 60º
Madrid 2005 - In linea Under-23: 7º
Limburgo 2012 - In linea Elite: 90º
- World Tour

2012: 71º
2013: 85º
2014: 105º
2015: 214º
2016: 91º

### Competizioni europee
- Campionati europei

Plumelec 2016 - In linea Elite: 17º